# إنترناشيونال سوبر ستار سوكر (سلاسل)
إنترناشيونال سوبر ستار سوكر (بالإنجليزية: International Superstar Soccer)‏ ، هي سلسلة ألعاب الفيديو التي أنتجها شركة كونامي اليابانية ، بدأت إصدار اللعبة عام 1995م وتوقفت عام 2003م.

## تاريخ إصدارات اللعبة
- إنترناشيونال سوبر ستار سوكر ، صدرت عام 1994م.
- إنترناشيونال سوبر ستار سوكر ديلوكس ، صدرت عام 1995م.
- إنترناشيونال سوبر ستار سوكر 64 ، صدرت عام 1997م.
- إنترناشينال سوبرستار سوكر برو ، صدرت عام 1997م.
- إنترناشينال سوبرستار سوكر برو 98 ، صدرت عام 1998م.
- إنترناشيونال سوبر ستار سوكر 98 ، صدرت عام 1998م.
- إنترناشيونال سوبر ستار سوكر 2000 ، صدرت عام 1999م.
- إنترناشيونال سوبر ستار سوكر 2 ، صدرت عام 2002م.
- إنترناشيونال سوبر ستار سوكر 3 ، صدرت عام 2003م.